# Arnold-Chiari-syndrom
Arnold-Chiari-syndrom er en medfødt misdannelse, hvor en del af lillehjernen er presset ned gennem bunden af kraniet og ned i rygmarven.
Sygdommen kan være svær at opdage på grund af manglende symptomer. Selv med symptomer, der for det meste først opstår, når personen er over 10 år, kan det være svært at diagnosticere, da symptomerne kan være meget forskellige fra person til person. De fleste bliver diagnosticeret, når de er ældre end 10 år, ved en MR-scanning foretaget af andre årsager.

## Historie
Arnold-Chiari-syndrom er opkaldt efter den østrigske professor og patolog Hans Chiari. Han skrev i 1891 en artikel i det tyske medicinske ugeskrift om ændringer i lillehjernen på grund af vand i hovedet. Her inddelte han også sygdommen i 3 typer. Senere tilføjede patolog Julius Arnold og 2 af hans studerende på universitetet i Heidelberg yderligere beskrivelser og bandt Arnold på sygdommens navn.

## Klassifikation
- Type I – En del af lillehjernen har forskubbet sig ned gennem bunden af kraniet.
- Type II – Det samme som type I, men med yderligere komplikationer som rygmarvsbrok eller vand i hovedet.
- Type III – Lillehjernen bryder ud af en åbning i den bageste del af kraniet.[2][3]

## Eksterne links
- Who named it? Arkiveret 9. marts 2012 hos  Wayback Machine
- Center for små handicapgrupper. Arkiveret 29. september 2008 hos  Wayback Machine
- National Fibromyalgia Research Association Arkiveret 18. september 2008 hos  Wayback Machine
- National Institute of Neurological Disorders and Stroke Arkiveret 4. september 2011 hos  Wayback Machine
- World Arnold Chiari Malformation Association Arkiveret 8. september 2008 hos  Wayback Machine
- Conquer Chiari
- * Opening minds to Arnold-Chiari malformation Arkiveret 2. februar 2011 hos  Wayback Machine

| Sygdom | Spire Denne artikel om sygdom er en spire som bør udbygges. Du er velkommen til at hjælpe Wikipedia ved at udvide den. |